# جيمي لي كريشنر
جيمي لي كريشنر (بالإنجليزية: Jaime Lee Kirchner)‏ هي ممثلة أمريكية، ولدت في 23 أغسطس 1981 في ألمانيا. بدأت مشوارها المهني سنة 2005.

## أعمال

### أفلام
- (2008) بالتأكيد، ربما[4]

## وصلات خارجية
- جيمي لي كريشنر على موقع IMDb (الإنجليزية)
- جيمي لي كريشنر على موقع ألو سيني (الفرنسية)
- جيمي لي كريشنر على موقع قاعدة بيانات الفيلم (الإنجليزية)
- جيمي لي كريشنر على موقع كينوبويسك (الروسية)